# Blancpain Endurance Series 2012
Navigation
Édition précédente Édition suivante
La saison 2012 des Blancpain Endurance Series (BES) est la deuxième saison de ce championnat et se déroule du 15 avril au 14 octobre 2012 sur un total de six manches.

## Engagés
| Équipe                        | Voiture | No.                        | Pilotes                        | Manches  |
| Pro Cup                       | Pro Cup | Pro Cup                    | Pro Cup                        | Pro Cup  |
| ----------------------------- | ------- | -------------------------- | ------------------------------ | -------- |
| Belgian Audi Club WRT         | 1       | Stéphane Ortelli           | Audi R8 LMS Ultra              | Toutes   |
| Belgian Audi Club WRT         | 1       | Christopher Mies           | Audi R8 LMS Ultra              | Toutes   |
| Belgian Audi Club WRT         | 1       | Christopher Haase          | Audi R8 LMS Ultra              | Toutes   |
| Belgian Audi Club WRT         | 2       | Laurens Vanthoor           | Audi R8 LMS Ultra              | Toutes   |
| Belgian Audi Club WRT         | 2       | Edward Sandström           | Audi R8 LMS Ultra              | Toutes   |
| Belgian Audi Club WRT         | 2       | Marco Bonanomi             | Audi R8 LMS Ultra              | 1, 3–6   |
| Belgian Audi Club WRT         | 2       | Andrea Piccini             | Audi R8 LMS Ultra              | 2        |
| Belgian Audi Club WRT         | 6       | Frank Stippler             | Audi R8 LMS Ultra              | 6        |
| Belgian Audi Club WRT         | 6       | Filipe Albuquerque         | Audi R8 LMS Ultra              | 6        |
| Belgian Audi Club WRT         | 6       | Oliver Jarvis              | Audi R8 LMS Ultra              | 6        |
| Audi Sport Team Phoenix       | 6       | Marcel Fässler             | Audi R8 LMS Ultra              | 4        |
| Audi Sport Team Phoenix       | 6       | André Lotterer             | Audi R8 LMS Ultra              | 4        |
| Audi Sport Team Phoenix       | 6       | Tom Kristensen             | Audi R8 LMS Ultra              | 4        |
| Audi Sport Team Phoenix       | 16      | Andrea Piccini             | Audi R8 LMS Ultra              | 4        |
| Audi Sport Team Phoenix       | 16      | René Rast                  | Audi R8 LMS Ultra              | 4        |
| Audi Sport Team Phoenix       | 16      | Frank Stippler             | Audi R8 LMS Ultra              | 4        |
| Audi Sport Team Phoenix       | 13      | Harold Primat              | Audi R8 LMS Ultra              | 5        |
| Audi Sport Team Phoenix       | 13      | René Rast                  | Audi R8 LMS Ultra              | 5        |
| Audi Sport Team Phoenix       | 13      | Luca Ludwig                | Audi R8 LMS Ultra              | 5        |
| KRK Racing                    | 13      | Karl Wendlinger            | Mercedes-Benz SLS AMG GT3      | 1–2      |
| KRK Racing                    | 13      | Koen Wauters               | Mercedes-Benz SLS AMG GT3      | 1–2      |
| KRK Racing                    | 13      | Anthony Kumpen             | Mercedes-Benz SLS AMG GT3      | 1–2      |
| Marc VDS Racing Team          | 3       | Bas Leinders               | BMW Z4 GT3 (E89)               | Toutes   |
| Marc VDS Racing Team          | 3       | Maxime Martin              | BMW Z4 GT3 (E89)               | Toutes   |
| Marc VDS Racing Team          | 3       | Markus Palttala            | BMW Z4 GT3 (E89)               | Toutes   |
| Marc VDS Racing Team          | 4       | Henri Moser                | BMW Z4 GT3 (E89)               | Toutes   |
| Marc VDS Racing Team          | 4       | Bert Longin                | BMW Z4 GT3 (E89)               | Toutes   |
| Marc VDS Racing Team          | 4       | Mike Hezemans              | BMW Z4 GT3 (E89)               | 1–5      |
| Marc VDS Racing Team          | 4       | Nick Catsburg              | BMW Z4 GT3 (E89)               | 6        |
| Boutsen Ginion Racing         | 5       | Nico Verdonck (en)         | McLaren MP4-12C GT3            | 1–3, 5–6 |
| Boutsen Ginion Racing         | 5       | Jack Clarke (en)           | McLaren MP4-12C GT3            | 1–3      |
| Boutsen Ginion Racing         | 5       | Edouard Mondron            | McLaren MP4-12C GT3            | 1–3      |
| Boutsen Ginion Racing         | 5       | Seiji Ara                  | McLaren MP4-12C GT3            | 5        |
| Boutsen Ginion Racing         | 5       | Marino Franchitti          | McLaren MP4-12C GT3            | 5        |
| Boutsen Ginion Racing         | 5       | Andy Soucek                | McLaren MP4-12C GT3            | 6        |
| Boutsen Ginion Racing         | 5       | Zoël Amberg (en)           | McLaren MP4-12C GT3            | 6        |
| Hexis Racing                  | 7       | Frédéric Makowiecki        | McLaren MP4-12C GT3            | 6        |
| Hexis Racing                  | 7       | Stef Dusseldorp            | McLaren MP4-12C GT3            | 6        |
| Hexis Racing                  | 7       | Álvaro Parente             | McLaren MP4-12C GT3            | 6        |
| Gulf Racing UK                | 9       | Rob Bell                   | McLaren MP4-12C GT3            | 4        |
| Gulf Racing UK                | 9       | Andy Meyrick               | McLaren MP4-12C GT3            | 4        |
| Gulf Racing UK                | 9       | Michael Wainwright         | McLaren MP4-12C GT3            | 4        |
| Gulf Racing UK                | 69      | Jamie Campbell-Walter      | McLaren MP4-12C GT3            | 4        |
| Gulf Racing UK                | 69      | Stuart HToutes             | McLaren MP4-12C GT3            | 4        |
| Gulf Racing UK                | 69      | Roald Goethe               | McLaren MP4-12C GT3            | 4        |
| Black Falcon                  | 18      | Jeroen Bleekemolen         | Mercedes-Benz SLS AMG GT3      | 5–6      |
| Black Falcon                  | 18      | Franky Cheng               | Mercedes-Benz SLS AMG GT3      | 5–6      |
| Black Falcon                  | 18      | Mike Parisy                | Mercedes-Benz SLS AMG GT3      | 5        |
| Black Falcon                  | 18      | Dominik Baumann            | Mercedes-Benz SLS AMG GT3      | 6        |
| United Autosports             | 22      | David Brabham              | McLaren MP4-12C GT3            | 1–3      |
| United Autosports             | 22      | Alvaro Parente             | McLaren MP4-12C GT3            | 1–3      |
| United Autosports             | 22      | Matt Bell                  | McLaren MP4-12C GT3            | 1–3      |
| Blancpain Reiter              | 24      | Peter Kox                  | Lamborghini GToutesardo LP600+ | 6        |
| Blancpain Reiter              | 24      | Jos Menten                 | Lamborghini GToutesardo LP600+ | 6        |
| Blancpain Reiter              | 24      | Štefan Rosina              | Lamborghini GToutesardo LP600+ | 6        |
| DB Motorsport                 | 36      | Jeffrey van Hooydonk       | BMW Z4 GT3 (E89)               | 1–4      |
| DB Motorsport                 | 36      | Stéphane Lémeret           | BMW Z4 GT3 (E89)               | 1–4      |
| DB Motorsport                 | 36      | Jeroen den Boer            | BMW Z4 GT3 (E89)               | 1–4      |
| Saintéloc Racing              | 40      | Filipe Albuquerque         | Audi R8 LMS Ultra              | 4        |
| Saintéloc Racing              | 40      | Grégory Guilvert           | Audi R8 LMS Ultra              | 4–6      |
| Saintéloc Racing              | 40      | Dino Lunardi               | Audi R8 LMS Ultra              | 4–6      |
| Saintéloc Racing              | 40      | Jonathan Hirschi           | Audi R8 LMS Ultra              | 5        |
| Lapidus Racing                | 62      | Tim Mullen (en)            | McLaren MP4-12C GT3            | 3        |
| Lapidus Racing                | 62      | Phil Quaife                | McLaren MP4-12C GT3            | 3        |
| Lapidus Racing                | 62      | Klaas Hummel               | McLaren MP4-12C GT3            | 3        |
| Vita4One Racing Team          | 66      | Gregory Franchi            | BMW Z4 GT3 (E89)               | Toutes   |
| Vita4One Racing Team          | 66      | Frank Kechele              | BMW Z4 GT3 (E89)               | Toutes   |
| Vita4One Racing Team          | 66      | Yelmer Buurman             | BMW Z4 GT3 (E89)               | 1        |
| Vita4One Racing Team          | 66      | Adam Carroll               | BMW Z4 GT3 (E89)               | 2        |
| Vita4One Racing Team          | 66      | Mathias Lauda              | BMW Z4 GT3 (E89)               | 3–6      |
| Kessel Racing                 | 71      | Davide Rigon               | Ferrari 458 Italia GT3         | Toutes   |
| Kessel Racing                 | 71      | Daniel Zampieri            | Ferrari 458 Italia GT3         | Toutes   |
| Kessel Racing                 | 71      | Stefano Gattuso            | Ferrari 458 Italia GT3         | Toutes   |
| Prospeed Competition          | 75      | Marc Goossens              | Porsche 911 GT3 R (997)        | Toutes   |
| Prospeed Competition          | 75      | Xavier Maassen             | Porsche 911 GT3 R (997)        | Toutes   |
| Prospeed Competition          | 75      | Marc Hennerici             | Porsche 911 GT3 R (997)        | Toutes   |
| Emil Frey Racing              | 80      | Fredy Barth                | Jaguar XK-R                    | 2–3, 6   |
| Emil Frey Racing              | 80      | Gabriele Gardel            | Jaguar XK-R                    | 2–3, 6   |
| Emil Frey Racing              | 80      | Lorenz Frey                | Jaguar XK-R                    | 2–3, 6   |
| SMG ChToutesenge              | 83      | Olivier Pla                | Porsche 911 GT3 R (997)        | 1, 3–5   |
| SMG ChToutesenge              | 83      | Eric Clément               | Porsche 911 GT3 R (997)        | 1, 3–5   |
| SMG ChToutesenge              | 83      | Philippe Gache             | Porsche 911 GT3 R (997)        | 1, 3–4   |
| SMG ChToutesenge              | 83      | Nicolas Armindo            | Porsche 911 GT3 R (997)        | 5        |
| GPR Racing                    | 89      | Tim Verbergt               | Aston Martin V12 Vantage GT3   | 5        |
| GPR Racing                    | 89      | Damien Dupont              | Aston Martin V12 Vantage GT3   | 5        |
| GPR Racing                    | 89      | Ronnie Latinne             | Aston Martin V12 Vantage GT3   | 5        |
| Pro-Am Cup                    |         |                            |                                |          |
| Boutsen Ginion Racing         | 5       | Jack Clarke (en)           | McLaren MP4-12C GT3            | 4        |
| Boutsen Ginion Racing         | 5       | Nico Verdonck (en)         | McLaren MP4-12C GT3            | 4        |
| Boutsen Ginion Racing         | 5       | Eric van de Poele          | McLaren MP4-12C GT3            | 4        |
| Boutsen Ginion Racing         | 5       | Edouard Mondron            | McLaren MP4-12C GT3            | 4        |
| Boutsen Ginion Racing         | 15      | Massimo Vagliani           | McLaren MP4-12C GT3            | 4        |
| Boutsen Ginion Racing         | 15      | Sarah Bovy                 | McLaren MP4-12C GT3            | 4        |
| Boutsen Ginion Racing         | 15      | Marlène Broggi             | McLaren MP4-12C GT3            | 4        |
| Boutsen Ginion Racing         | 15      | Jérôme Thiry               | McLaren MP4-12C GT3            | 4–6      |
| Boutsen Ginion Racing         | 15      | Edouard Mondron            | McLaren MP4-12C GT3            | 5–6      |
| Boutsen Ginion Racing         | 15      | Fabien Thuner              | McLaren MP4-12C GT3            | 6        |
| ARC Bratislava                | 7       | Miroslav Konopka           | Porsche 911 GT3 R (997)        | 1–4      |
| ARC Bratislava                | 7       | Zdeno Mikulasko            | Porsche 911 GT3 R (997)        | 1–4      |
| ARC Bratislava                | 7       | Stefano Crotti             | Porsche 911 GT3 R (997)        | 1–4      |
| ARC Bratislava                | 7       | Christoff Corten           | Porsche 911 GT3 R (997)        | 4        |
| Haribo Racing Team            | 8       | Mike Stursberg             | Porsche 911 GT3 R (997)        | 1, 3–5   |
| Haribo Racing Team            | 8       | Hans Guido Riegel          | Porsche 911 GT3 R (997)        | 1, 3–5   |
| Haribo Racing Team            | 8       | Richard Westbrook          | Porsche 911 GT3 R (997)        | 1, 5     |
| Haribo Racing Team            | 8       | Christian Menzel           | Porsche 911 GT3 R (997)        | 3–4      |
| Haribo Racing Team            | 8       | Uwe Alzen                  | Porsche 911 GT3 R (997)        | 4        |
| Gulf Racing UK                | 9       | Rob Bell                   | McLaren MP4-12C GT3            | 1–3, 5–6 |
| Gulf Racing UK                | 9       | Michael Wainwright         | McLaren MP4-12C GT3            | 1–3, 5–6 |
| Gulf Racing UK                | 69      | Roald Goethe               | McLaren MP4-12C GT3            | 1–3, 5   |
| Gulf Racing UK                | 69      | Stuart HToutes             | McLaren MP4-12C GT3            | 1, 3, 5  |
| Gulf Racing UK                | 69      | Jamie Campbell-Walter      | McLaren MP4-12C GT3            | 2        |
| SOFREV Auto Sport Promotion   | 10      | Jérôme Policand            | Ferrari 458 Italia GT3         | 1–3, 5–6 |
| SOFREV Auto Sport Promotion   | 10      | Gabriel Balthazard         | Ferrari 458 Italia GT3         | 1–3, 5–6 |
| SOFREV Auto Sport Promotion   | 10      | Mike Savary                | Ferrari 458 Italia GT3         | 1, 3     |
| SOFREV Auto Sport Promotion   | 10      | Maurice Ricci              | Ferrari 458 Italia GT3         | 2, 5–6   |
| SOFREV Auto Sport Promotion   | 10      | Olivier Panis              | Ferrari 458 Italia GT3         | 4        |
| SOFREV Auto Sport Promotion   | 10      | Fabien Barthez             | Ferrari 458 Italia GT3         | 4        |
| SOFREV Auto Sport Promotion   | 10      | Christian Moulin-Traffort  | Ferrari 458 Italia GT3         | 4        |
| SOFREV Auto Sport Promotion   | 10      | Eric Debard                | Ferrari 458 Italia GT3         | 4        |
| SOFREV Auto Sport Promotion   | 20      | Patrice Goueslard          | Ferrari 458 Italia GT3         | Toutes   |
| SOFREV Auto Sport Promotion   | 20      | Ludovic Badey              | Ferrari 458 Italia GT3         | Toutes   |
| SOFREV Auto Sport Promotion   | 20      | Jean-Luc Beaubélique       | Ferrari 458 Italia GT3         | Toutes   |
| SOFREV Auto Sport Promotion   | 20      | Tristan Vautier            | Ferrari 458 Italia GT3         | 4        |
| Ruffier Racing                | 11      | Jean-Claude Lagniez        | Porsche 911 GT3 R (997)        | 1–3      |
| Ruffier Racing                | 11      | Xavier Pompidou            | Porsche 911 GT3 R (997)        | 1–2      |
| Ruffier Racing                | 11      | Gabriel Abergel            | Porsche 911 GT3 R (997)        | 1–2      |
| Ruffier Racing                | 11      | Mike Parisy                | Porsche 911 GT3 R (997)        | 1–2      |
| Ruffier Racing                | 11      | Laurent Pasquali           | Porsche 911 GT3 R (997)        | 1–2      |
| Sport Garage                  | 11      | Gilles Duqueine            | Ferrari 458 Italia GT3         | 4        |
| Sport Garage                  | 11      | Eric Vaissière             | Ferrari 458 Italia GT3         | 4        |
| Sport Garage                  | 11      | André-Alain Corbel         | Ferrari 458 Italia GT3         | 4        |
| Sport Garage                  | 11      | Christian Beroujon         | Ferrari 458 Italia GT3         | 4        |
| Sport Garage                  | 42      | Kevin Despinasse           | Ferrari 458 Italia GT3         | Toutes   |
| Sport Garage                  | 42      | Emmet O'Brien              | Ferrari 458 Italia GT3         | 1–3, 5–6 |
| Sport Garage                  | 42      | Arno Santamato             | Ferrari 458 Italia GT3         | 1–3, 6   |
| Sport Garage                  | 42      | Lionel Comole              | Ferrari 458 Italia GT3         | 4        |
| Sport Garage                  | 42      | Romain Brandela            | Ferrari 458 Italia GT3         | 4        |
| Sport Garage                  | 42      | Michaël Petit              | Ferrari 458 Italia GT3         | 4        |
| Sport Garage                  | 42      | Paul Lanchere              | Ferrari 458 Italia GT3         | 5        |
| ART Grand Prix                | 12      | Duncan Tappy               | McLaren MP4-12C GT3            | Toutes   |
| ART Grand Prix                | 12      | Grégoire Demoustier        | McLaren MP4-12C GT3            | Toutes   |
| ART Grand Prix                | 12      | Mike Parisy                | McLaren MP4-12C GT3            | 4        |
| ART Grand Prix                | 12      | Ulric Amado                | McLaren MP4-12C GT3            | 4        |
| KRK Racing                    | 14      | Raf Vanthoor               | Mercedes-Benz SLS AMG GT3      | 1–4      |
| KRK Racing                    | 14      | Dennis Retera              | Mercedes-Benz SLS AMG GT3      | 1–4      |
| KRK Racing                    | 14      | Marius Ritskes             | Mercedes-Benz SLS AMG GT3      | 1–2      |
| KRK Racing                    | 14      | Koen Wauters               | Mercedes-Benz SLS AMG GT3      | 3–4      |
| KRK Racing                    | 14      | Anthony Kumpen             | Mercedes-Benz SLS AMG GT3      | 4        |
| Insight Racing                | 17      | Martin Jensen              | Ferrari 458 Italia GT3         | Toutes   |
| Insight Racing                | 17      | Dennis Andersen            | Ferrari 458 Italia GT3         | Toutes   |
| Insight Racing                | 17      | Iain Dockerill             | Ferrari 458 Italia GT3         | 4        |
| Black Falcon                  | 18      | Bret Curtis                | Mercedes-Benz SLS AMG GT3      | 1–4      |
| Black Falcon                  | 18      | Steve Jans                 | Mercedes-Benz SLS AMG GT3      | 1–4      |
| Black Falcon                  | 18      | Sean Edwards               | Mercedes-Benz SLS AMG GT3      | 1        |
| Black Falcon                  | 18      | Mike Parisy                | Mercedes-Benz SLS AMG GT3      | 2        |
| Black Falcon                  | 18      | Jeroen Bleekemolen         | Mercedes-Benz SLS AMG GT3      | 3–4      |
| Black Falcon                  | 18      | Franky Cheng               | Mercedes-Benz SLS AMG GT3      | 4        |
| Black Falcon                  | 19      | Oliver Morley              | Mercedes-Benz SLS AMG GT3      | Toutes   |
| Black Falcon                  | 19      | Riccardo Brutschin         | Mercedes-Benz SLS AMG GT3      | 1–3      |
| Black Falcon                  | 19      | Jérôme Thiry               | Mercedes-Benz SLS AMG GT3      | 1–2      |
| Black Falcon                  | 19      | Manuel Metzger             | Mercedes-Benz SLS AMG GT3      | 3–4      |
| Black Falcon                  | 19      | Kenneth Heyer              | Mercedes-Benz SLS AMG GT3      | 4        |
| Black Falcon                  | 19      | Stephan Rösler             | Mercedes-Benz SLS AMG GT3      | 4        |
| Black Falcon                  | 19      | Sean Edwards               | Mercedes-Benz SLS AMG GT3      | 5–6      |
| Black Falcon                  | 19      | Steve Jans                 | Mercedes-Benz SLS AMG GT3      | 5–6      |
| MTECH                         | 21      | Matt Griffin               | Ferrari 458 Italia GT3         | 1–5      |
| MTECH                         | 21      | Duncan Cameron             | Ferrari 458 Italia GT3         | 1–5      |
| MTECH                         | 21      | Mike Edmonds               | Ferrari 458 Italia GT3         | 2–4      |
| MTECH                         | 21      | Niki Cadei                 | Ferrari 458 Italia GT3         | 4        |
| United Autosports             | 23      | Mark Blundell              | McLaren MP4-12C GT3            | 1–3      |
| United Autosports             | 23      | Mark Patterson             | McLaren MP4-12C GT3            | 1–3      |
| United Autosports             | 23      | Zak Brown                  | McLaren MP4-12C GT3            | 1–3      |
| United Autosports             | 23      | Mark Blundell              | Audi R8 LMS Ultra              | 4        |
| United Autosports             | 23      | Mark Patterson             | Audi R8 LMS Ultra              | 4        |
| United Autosports             | 23      | Alain Li                   | Audi R8 LMS Ultra              | 4        |
| United Autosports             | 23      | Richard Meins              | Audi R8 LMS Ultra              | 4        |
| Blancpain Reiter              | 24      | Peter Kox                  | Lamborghini GToutesardo LP600+ | 2–5      |
| Blancpain Reiter              | 24      | Marc A. Hayek              | Lamborghini GToutesardo LP600+ | 2–5      |
| Blancpain Reiter              | 24      | Jos Menten                 | Lamborghini GToutesardo LP600+ | 4        |
| Blancpain Reiter              | 24      | Albert von Thurn und Taxis | Lamborghini GToutesardo LP600+ | 4        |
| ROAL Motorsport               | 29      | Tom Coronel                | BMW Z4 GT3 (E89)               | 4        |
| ROAL Motorsport               | 29      | Edoardo Liberati           | BMW Z4 GT3 (E89)               | 4        |
| ROAL Motorsport               | 29      | Michela Cerruti            | BMW Z4 GT3 (E89)               | 4        |
| ROAL Motorsport               | 29      | Stefano Colombo            | BMW Z4 GT3 (E89)               | 4        |
| GT3 Racing                    | 30      | Craig Wilkins              | Audi R8 LMS                    | Toutes   |
| GT3 Racing                    | 30      | Peter Belshaw              | Audi R8 LMS                    | 1–5      |
| GT3 Racing                    | 30      | Aaron Scott                | Audi R8 LMS                    | 1–4, 6   |
| GT3 Racing                    | 30      | Phil Keen                  | Audi R8 LMS                    | 4        |
| GT3 Racing                    | 30      | Adam Christodoulou         | Audi R8 LMS                    | 5        |
| Pro GT by Almeras             | 33      | Antoine Leclerc            | Porsche 911 GT3 R (997)        | Toutes   |
| Pro GT by Almeras             | 33      | Eric Dermont               | Porsche 911 GT3 R (997)        | Toutes   |
| Pro GT by Almeras             | 33      | David Tuchbant             | Porsche 911 GT3 R (997)        | Toutes   |
| Pro GT by Almeras             | 33      | Franck Perera              | Porsche 911 GT3 R (997)        | 4        |
| Pro GT by Almeras             | 34      | Anthony Beltoise           | Porsche 911 GT3 R (997)        | Toutes   |
| Pro GT by Almeras             | 34      | Henry Hassid               | Porsche 911 GT3 R (997)        | Toutes   |
| Pro GT by Almeras             | 34      | Roland Bervillé            | Porsche 911 GT3 R (997)        | 1–4, 6   |
| Pro GT by Almeras             | 34      | Nicolas Armindo            | Porsche 911 GT3 R (997)        | 4        |
| GT Academy Team RJN           | 35      | Alex Buncombe (en)         | Nissan GT-R Nismo GT3          | 1–4      |
| GT Academy Team RJN           | 35      | Jann Mardenborough         | Nissan GT-R Nismo GT3          | 1–4      |
| GT Academy Team RJN           | 35      | Chris Ward                 | Nissan GT-R Nismo GT3          | 1–4      |
| GT Academy Team RJN           | 35      | Lucas Ordóñez              | Nissan GT-R Nismo GT3          | 4        |
| DB Motorsport                 | 36      | Jeroen den Boer            | BMW Z4 GT3 (E89)               | 5–6      |
| DB Motorsport                 | 36      | Nico Bastian               | BMW Z4 GT3 (E89)               | 5        |
| DB Motorsport                 | 36      | Alessandro Garofano        | BMW Z4 GT3 (E89)               | 5        |
| DB Motorsport                 | 36      | Michael MToutesock         | BMW Z4 GT3 (E89)               | 6        |
| DB Motorsport                 | 36      | Nikolaus Mayr-Melnhof      | BMW Z4 GT3 (E89)               | 6        |
| DB Motorsport                 | 37      | Simon Knap                 | BMW Z4 GT3 (E89)               | Toutes   |
| DB Motorsport                 | 37      | Jochen Habets              | BMW Z4 GT3 (E89)               | Toutes   |
| DB Motorsport                 | 37      | Andrew Danyliw             | BMW Z4 GT3 (E89)               | Toutes   |
| DB Motorsport                 | 37      | Leon Rijnbeek              | BMW Z4 GT3 (E89)               | 4        |
| Scuderia Vittoria             | 38      | Alessandro Bonetti (en)    | Ferrari 458 Italia GT3         | 1–2      |
| Scuderia Vittoria             | 38      | Jay Palmer                 | Ferrari 458 Italia GT3         | 1–2      |
| Scuderia Vittoria             | 38      | Michael Lyons              | Ferrari 458 Italia GT3         | 1        |
| Scuderia Vittoria             | 38      | David McDonald             | Ferrari 458 Italia GT3         | 2, 6     |
| Scuderia Vittoria             | 38      | Jody Fannin                | Ferrari 458 Italia GT3         | 6        |
| Scuderia Vittoria             | 38      | Danny Candia               | Ferrari 458 Italia GT3         | 6        |
| Saintéloc Racing              | 40      | David HToutesyday          | Audi R8 LMS Ultra              | 1–3      |
| Saintéloc Racing              | 40      | Jérôme Demay               | Audi R8 LMS Ultra              | 1–3      |
| Saintéloc Racing              | 40      | Grégory Guilvert           | Audi R8 LMS Ultra              | 1–3      |
| Saintéloc Racing              | 41      | Dino Lunardi               | Audi R8 LMS Ultra              | 3        |
| Saintéloc Racing              | 41      | Marc Sourd                 | Audi R8 LMS Ultra              | 3        |
| Saintéloc Racing              | 41      | Patrice Madeleine          | Audi R8 LMS Ultra              | 3        |
| Saintéloc Racing              | 43      | Adrien Tambay              | Audi R8 LMS Ultra              | 6        |
| Saintéloc Racing              | 43      | Jérôme Demay               | Audi R8 LMS Ultra              | 6        |
| Saintéloc Racing              | 43      | Jean-Marc Quintois         | Audi R8 LMS Ultra              | 6        |
| Kessel Racing                 | 46      | Valentino Rossi            | Ferrari 458 Italia GT3         | 1, 5     |
| Kessel Racing                 | 46      | Alessio Salucci            | Ferrari 458 Italia GT3         | 1, 5     |
| Kessel Racing                 | 46      | Andrea Ceccato             | Ferrari 458 Italia GT3         | 5        |
| Kessel Racing                 | 72      | Gino Forgione              | Ferrari 458 Italia GT3         | 1–3      |
| Kessel Racing                 | 72      | Maurice Basso              | Ferrari 458 Italia GT3         | 1        |
| Kessel Racing                 | 72      | Max Mugelli                | Ferrari 458 Italia GT3         | 1        |
| Kessel Racing                 | 72      | Claude-Yves Gosselin       | Ferrari 458 Italia GT3         | 2–5      |
| Kessel Racing                 | 72      | Marc Rostan                | Ferrari 458 Italia GT3         | 2, 4–5   |
| Kessel Racing                 | 72      | Mathias Beche              | Ferrari 458 Italia GT3         | 3        |
| Kessel Racing                 | 72      | Pierre Bruneau             | Ferrari 458 Italia GT3         | 4–5      |
| Kessel Racing                 | 72      | Lorenzo Bontempelli        | Ferrari 458 Italia GT3         | 4        |
| ASM Team                      | 47      | Karim Ojjeh                | McLaren MP4-12C GT3            | 1–2, 4   |
| ASM Team                      | 47      | Ricardo Bravo              | McLaren MP4-12C GT3            | 1–2, 4   |
| ASM Team                      | 47      | Lourenço Beirão da Veiga   | McLaren MP4-12C GT3            | 1        |
| ASM Team                      | 47      | Pedro Lamy                 | McLaren MP4-12C GT3            | 4        |
| ASM Team                      | 47      | Luis Silva                 | McLaren MP4-12C GT3            | 4        |
| AF Corse                      | 49      | Yannick MTouteségol        | Ferrari 458 Italia GT3         | Toutes   |
| AF Corse                      | 49      | Howard Blank               | Ferrari 458 Italia GT3         | Toutes   |
| AF Corse                      | 49      | Jean-Marc Bachelier        | Ferrari 458 Italia GT3         | Toutes   |
| AF Corse                      | 49      | Francois Perrodo           | Ferrari 458 Italia GT3         | 4        |
| AF Corse                      | 50      | Jack Gerber                | Ferrari 458 Italia GT3         | Toutes   |
| AF Corse                      | 50      | Marco Cioci                | Ferrari 458 Italia GT3         | 1, 3–6   |
| AF Corse                      | 50      | Raffaele Giammaria (en)    | Ferrari 458 Italia GT3         | 2, 4     |
| AF Corse                      | 50      | Enzo Ide                   | Ferrari 458 Italia GT3         | 4–5      |
| AF Corse                      | 51      | Giuseppe Cirò              | Ferrari 458 Italia GT3         | Toutes   |
| AF Corse                      | 51      | Daniel Brown               | Ferrari 458 Italia GT3         | Toutes   |
| AF Corse                      | 51      | Gaetano Ardagna Perez      | Ferrari 458 Italia GT3         | Toutes   |
| AF Corse                      | 51      | Toni Vilander              | Ferrari 458 Italia GT3         | 4        |
| AF Corse                      | 52      | Niek Hommerson             | Ferrari 458 Italia GT3         | Toutes   |
| AF Corse                      | 52      | Louis Machiels             | Ferrari 458 Italia GT3         | Toutes   |
| AF Corse                      | 52      | Andrea Bertolini           | Ferrari 458 Italia GT3         | 1, 3–5   |
| AF Corse                      | 52      | Maurizio Mediani           | Ferrari 458 Italia GT3         | 2        |
| AF Corse                      | 52      | Alessandro Pier Guidi      | Ferrari 458 Italia GT3         | 4, 6     |
| Vita4One Team Italy           | 57      | Giacomo Petrobelli         | Ferrari 458 Italia GT3         | Toutes   |
| Vita4One Team Italy           | 57      | Eugenio Amos               | Ferrari 458 Italia GT3         | Toutes   |
| Vita4One Team Italy           | 57      | Alessandro Bonacini        | Ferrari 458 Italia GT3         | Toutes   |
| Vita4One Team Italy           | 57      | Jonathan Hirschi           | Ferrari 458 Italia GT3         | 4        |
| Vita4One Team Italy           | 59      | Andrea Ceccato             | Ferrari 458 Italia GT3         | 2, 4     |
| Vita4One Team Italy           | 59      | Michael Lyons              | Ferrari 458 Italia GT3         | 2, 4     |
| Vita4One Team Italy           | 59      | Josh Wakefield             | Ferrari 458 Italia GT3         | 2        |
| Vita4One Team Italy           | 59      | Alessandro Bonetti (en)    | Ferrari 458 Italia GT3         | 3–4      |
| Vita4One Team Italy           | 59      | Andrea Barlesi             | Ferrari 458 Italia GT3         | 3        |
| Vita4One Team Italy           | 59      | Jay Palmer                 | Ferrari 458 Italia GT3         | 3        |
| Vita4One Team Italy           | 59      | Filip Salaquarda           | Ferrari 458 Italia GT3         | 4        |
| Exagon Engineering            | 58      | Vincent Radermecker        | Porsche 911 GT3 R (997)        | 1        |
| Exagon Engineering            | 58      | Christian Kelders          | Porsche 911 GT3 R (997)        | 1        |
| Von Ryan Racing               | 60      | Stephen Jelley             | McLaren MP4-12C GT3            | Toutes   |
| Von Ryan Racing               | 60      | Julien Draper              | McLaren MP4-12C GT3            | Toutes   |
| Von Ryan Racing               | 60      | Matthew Draper             | McLaren MP4-12C GT3            | Toutes   |
| Von Ryan Racing               | 60      | Stef Dusseldorp            | McLaren MP4-12C GT3            | 4        |
| Von Ryan Racing               | 88      | Rob Barff                  | McLaren MP4-12C GT3            | Toutes   |
| Von Ryan Racing               | 88      | Leon Price                 | McLaren MP4-12C GT3            | 1–3, 5–6 |
| Von Ryan Racing               | 88      | Jordan Grogor              | McLaren MP4-12C GT3            | 1–3, 5–6 |
| Von Ryan Racing               | 88      | Álvaro Parente             | McLaren MP4-12C GT3            | 4        |
| Von Ryan Racing               | 88      | Chris Goodwin (en)         | McLaren MP4-12C GT3            | 4        |
| Von Ryan Racing               | 88      | Roger Wills                | McLaren MP4-12C GT3            | 4        |
| Lapidus Racing                | 62      | Tim Mullen (en)            | McLaren MP4-12C GT3            | 4        |
| Lapidus Racing                | 62      | Adam Christodoulou         | McLaren MP4-12C GT3            | 4        |
| Lapidus Racing                | 62      | Phil Quaife                | McLaren MP4-12C GT3            | 4        |
| Lapidus Racing                | 62      | Klaas Hummel               | McLaren MP4-12C GT3            | 4        |
| Black Bull Swiss Racing       | 64      | Mirko Venturi              | Ferrari 458 Italia GT3         | 1, 3     |
| Black Bull Swiss Racing       | 64      | Andrea Invernizzi          | Ferrari 458 Italia GT3         | 1, 3     |
| Black Bull Swiss Racing       | 64      | Tommaso Maino              | Ferrari 458 Italia GT3         | 1, 3     |
| Race Art                      | 70      | Roger Grouwels             | BMW Z4 GT3 (E89)               | 1–5      |
| Race Art                      | 70      | Niels Bouwhuis             | BMW Z4 GT3 (E89)               | 1, 3     |
| Race Art                      | 70      | Phil Bastiaans             | BMW Z4 GT3 (E89)               | 1        |
| Race Art                      | 70      | Nick Catsburg              | BMW Z4 GT3 (E89)               | 2–5      |
| Race Art                      | 70      | Robert Nearn               | BMW Z4 GT3 (E89)               | 2, 4     |
| Race Art                      | 70      | Jaap van Lagen             | BMW Z4 GT3 (E89)               | 4–5      |
| Prospeed Competition          | 74      | Maxime Soulet              | Porsche 911 GT3 R (997)        | Toutes   |
| Prospeed Competition          | 74      | Paul van Splunteren        | Porsche 911 GT3 R (997)        | Toutes   |
| Prospeed Competition          | 74      | Dylan Derdaele             | Porsche 911 GT3 R (997)        | Toutes   |
| Prospeed Competition          | 74      | Fred Bouvy                 | Porsche 911 GT3 R (997)        | 4        |
| Ecurie Ecosse                 | 79      | Ollie Millroy              | BMW Z4 GT3 (E89)               | 1–3, 5–6 |
| Ecurie Ecosse                 | 79      | Joe Twyman                 | BMW Z4 GT3 (E89)               | 1–3, 5–6 |
| Ecurie Ecosse                 | 79      | Andrew Smith               | BMW Z4 GT3 (E89)               | 1, 5–6   |
| Ecurie Ecosse                 | 79      | Marco Attard               | BMW Z4 GT3 (E89)               | 2        |
| Ecurie Ecosse                 | 79      | Oliver Bryant              | BMW Z4 GT3 (E89)               | 3        |
| Emil Frey Racing              | 80      | Fredy Barth                | Jaguar XK-R                    | 4        |
| Emil Frey Racing              | 80      | Gabriele Gardel            | Jaguar XK-R                    | 4        |
| Emil Frey Racing              | 80      | Lorenz Frey                | Jaguar XK-R                    | 4        |
| Emil Frey Racing              | 80      | Rolf Maritz                | Jaguar XK-R                    | 4        |
| GPR Racing                    | 89      | Bertrand Baguette          | Aston Martin V12 Vantage GT3   | 4        |
| GPR Racing                    | 89      | Tim Verbergt               | Aston Martin V12 Vantage GT3   | 4        |
| GPR Racing                    | 89      | Damien Dupont              | Aston Martin V12 Vantage GT3   | 4        |
| GPR Racing                    | 89      | Ronnie Latinne             | Aston Martin V12 Vantage GT3   | 4        |
| Preci-Spark                   | 90      | David Jones                | Mercedes-Benz SLS AMG GT3      | 1–5      |
| Preci-Spark                   | 90      | Godfrey Jones              | Mercedes-Benz SLS AMG GT3      | 1–5      |
| Preci-Spark                   | 90      | Mike Jordan (en)           | Mercedes-Benz SLS AMG GT3      | 2–4      |
| Preci-Spark                   | 90      | Bernd Schneider            | Mercedes-Benz SLS AMG GT3      | 4        |
| JAS Motorsport                | 91      | Akira Iida                 | McLaren MP4-12C GT3            | 1, 3     |
| JAS Motorsport                | 91      | Jun-San Chen               | McLaren MP4-12C GT3            | 1, 3     |
| JAS Motorsport                | 91      | Morris Chen                | McLaren MP4-12C GT3            | 1, 3     |
| Beechdean-Aston Martin Racing | 107     | Jonathan Adam              | Aston Martin V12 Vantage GT3   | 4        |
| Beechdean-Aston Martin Racing | 107     | John Gaw                   | Aston Martin V12 Vantage GT3   | 4        |
| Beechdean-Aston Martin Racing | 107     | Andrew Howard              | Aston Martin V12 Vantage GT3   | 4        |
| Beechdean-Aston Martin Racing | 107     | Phil Dryburgh              | Aston Martin V12 Vantage GT3   | 4        |
| Gentlemen Trophée             |         |                            |                                |          |
| First Motorsport              | 25      | Steve Vanbellingen         | Porsche 997 GT3 Cup S          | 4        |
| First Motorsport              | 25      | Bert Redant                | Porsche 997 GT3 Cup S          | 4        |
| First Motorsport              | 25      | Armand Fumal               | Porsche 997 GT3 Cup S          | 4        |
| First Motorsport              | 25      | Johan Vanloo               | Porsche 997 GT3 Cup S          | 4        |
| Ruffier Racing                | 31      | Georges Cabannes           | Lamborghini GToutesardo LP520  | 1–3, 5–6 |
| Ruffier Racing                | 31      | Romain Brandela            | Lamborghini GToutesardo LP520  | 1–3      |
| Ruffier Racing                | 31      | Fabien Thuner              | Lamborghini GToutesardo LP520  | 1–2, 5   |
| Ruffier Racing                | 31      | Fabien Michal              | Lamborghini GToutesardo LP520  | 5–6      |
| Saintéloc Racing              | 41      | Pierre Hirschi             | Audi R8 LMS                    | Toutes   |
| Saintéloc Racing              | 41      | Robert Hissom              | Audi R8 LMS                    | Toutes   |
| Saintéloc Racing              | 41      | Marc Sourd                 | Audi R8 LMS                    | 1–2      |
| Saintéloc Racing              | 41      | Philippe Marie             | Audi R8 LMS                    | 3–6      |
| Saintéloc Racing              | 41      | Jérôme Demay               | Audi R8 LMS                    | 4        |
| Exagon Engineering            | 58      | Christian Kelders          | Porsche 911 GT3 R (997)        | 3–6      |
| Exagon Engineering            | 58      | Daniel Desbruères          | Porsche 911 GT3 R (997)        | 3–6      |
| Exagon Engineering            | 58      | Jean-Luc Blanchemain       | Porsche 911 GT3 R (997)        | 4        |
| Exagon Engineering            | 58      | Pascal Muller              | Porsche 911 GT3 R (997)        | 4        |
| Kessel Racing                 | 73      | Pablo Paladino             | Ferrari 430 Scuderia           | 1–4      |
| Kessel Racing                 | 73      | Paolo Andreasi             | Ferrari 430 Scuderia           | 1–4      |
| Kessel Racing                 | 73      | Beniamino Caccia           | Ferrari 430 Scuderia           | 1–4      |
| Kessel Racing                 | 73      | Giacomo Piccini            | Ferrari 430 Scuderia           | 4        |
| ALFAB Racing                  | 81      | Erik Behrens               | Audi R8 LMS                    | 4        |
| ALFAB Racing                  | 81      | Daniel Roos                | Audi R8 LMS                    | 4        |
| ALFAB Racing                  | 81      | Patrik Skoog               | Audi R8 LMS                    | 4        |
| ALFAB Racing                  | 81      | Magnus Öhman               | Audi R8 LMS                    | 4        |
| GCR Racing                    | 82      | Gaël Lesoudier             | Dodge Viper CC                 | 1–4      |
| GCR Racing                    | 82      | Gilles Vannelet            | Dodge Viper CC                 | 1–4      |
| GCR Racing                    | 82      | Luc Paillard               | Dodge Viper CC                 | 1–3      |
| GCR Racing                    | 82      | Christophe Decultot        | Dodge Viper CC                 | 4        |
| GCR Racing                    | 82      | Pierre Fontaine            | Dodge Viper CC                 | 4        |
| Racing Adventures             | 85      | Benjamin Bailly            | Ford Mustang                   | 4        |
| Racing Adventures             | 85      | Raphaël van der Straten    | Ford Mustang                   | 4        |
| Racing Adventures             | 85      | Nicolas De Crem            | Ford Mustang                   | 4        |
| Racing Adventures             | 85      | José Close                 | Ford Mustang                   | 4        |
| JB Motorsport                 | 98      | Jan Brunstedt              | Audi R8 LMS                    | Toutes   |
| JB Motorsport                 | 98      | Mikael Bender              | Audi R8 LMS                    | Toutes   |
| JB Motorsport                 | 98      | Jocke Mangs                | Audi R8 LMS                    | 1–4      |
| JB Motorsport                 | 98      | Daniel Roos                | Audi R8 LMS                    | 4–6      |
| Cup Class                     |         |                            |                                |          |
| Pro GT by Almeras             | 32      | Alain Ferté                | Porsche 997 GT3 Cup            | 4        |
| Pro GT by Almeras             | 32      | Matthieu Vaxivière         | Porsche 997 GT3 Cup            | 4        |
| Pro GT by Almeras             | 32      | Jean-Louis Toutesoin       | Porsche 997 GT3 Cup            | 4        |
| Pro GT by Almeras             | 32      | Jérémy Toutesoin           | Porsche 997 GT3 Cup            | 4        |
| Race Art                      | 76      | Mathijs Harkema            | Porsche 997 GT3 Cup            | 4        |
| Race Art                      | 76      | 'Brody'                    | Porsche 997 GT3 Cup            | 4        |
| Race Art                      | 76      | Christophe Geoffroy        | Porsche 997 GT3 Cup            | 4        |
| Race Art                      | 76      | Phillipe Richard           | Porsche 997 GT3 Cup            | 4        |
| RMS                           | 86      | Thierry Stepec             | Porsche 997 GT3 Cup            | 4        |
| RMS                           | 86      | Eric Mouez                 | Porsche 997 GT3 Cup            | 4        |
| RMS                           | 86      | David Loger                | Porsche 997 GT3 Cup            | 4        |
| RMS                           | 86      | Philippe Salini            | Porsche 997 GT3 Cup            | 4        |
| RMS                           | 87      | Fabio Spirgi               | Porsche 997 GT3 Cup            | 4        |
| RMS                           | 87      | Richard Feller             | Porsche 997 GT3 Cup            | 4        |
| RMS                           | 87      | Olivier Baron              | Porsche 997 GT3 Cup            | 4        |
| RMS                           | 87      | Manuel Nicolaïdis          | Porsche 997 GT3 Cup            | 4        |
| Speedlover                    | 94      | Christophe Bigourie        | Porsche 997 GT3 Cup            | 4        |
| Speedlover                    | 94      | Raf Vleugels               | Porsche 997 GT3 Cup            | 4        |
| Speedlover                    | 94      | Kevin Balthazard           | Porsche 997 GT3 Cup            | 4        |

## Calendrier de la saison 2012
| Manche | Circuit                                                        | Date         |
| ------ | -------------------------------------------------------------- | ------------ |
| 1      | Autodromo Nazionale Monza, Monza, Italie                       | 15 avril     |
| 2      | Silverstone Circuit, Silverstone, Grande-Bretagne              | 3 juin       |
| 3      | Circuit Paul Ricard, Le Castellet, France                      | 1er juillet  |
| 4      | Total 24 Heures de Spa, Circuit de Spa-Francorchamps, Belgique | 29 juillet   |
| 5      | Nürburgring, Nürburg, Allemagne                                | 23 septembre |
| 6      | Circuito de Navarra, Los Arcos, Espagne                        | 14 octobre   |

## Résultats de la saison 2012
| Manche | Circuit           | Vainqueurs Pro                                      | Vainqueurs Pro-Am                                                    | Vainqueurs Gentlemen                                       |
| ------ | ----------------- | --------------------------------------------------- | -------------------------------------------------------------------- | ---------------------------------------------------------- |
| 1      | Monza             | No. 3 Marc VDS Racing Team                          | No. 57 Vita4One Team Italy                                           | No. 73 Kessel Racing                                       |
| 1      | Monza             | Bas Leinders Maxime Martin Markus Palttala          | Eugenio Amos Alessandro Bonacini Giacomo Petrobelli                  | Pablo Paladino Paolo Andreasi Beniamino Caccia             |
| 2      | Silverstone       | No. 3 Marc VDS Racing Team                          | No. 24 Blancpain Reiter                                              | No. 98 JB Motorsport                                       |
| 2      | Silverstone       | Bas Leinders Maxime Martin Markus Palttala          | Peter Kox Marc A. Hayek                                              | Jan Brunstedt Mikael Bender Jocke Mangs                    |
| 3      | Paul Ricard       | No. 1 Belgian Audi Club WRT                         | No. 52 AF Corse                                                      | No. 58 Exagon Engineering                                  |
| 3      | Paul Ricard       | Stéphane Ortelli Christopher Mies Christopher Haase | Niek Hommerson Louis Machiels Andrea Bertolini                       | Daniel Desbruères Christian Kelders                        |
| 4      | Spa-Francorchamps | No. 16 Audi Sport Team Phoenix                      | No. 52 AF Corse                                                      | No. 25 First Motorsport                                    |
| 4      | Spa-Francorchamps | Andrea Piccini René Rast Frank Stippler             | Niek Hommerson Louis Machiels Andrea Bertolini Alessandro Pier Guidi | Steve van Bellingen Bert Redant Armand Fumal Johan Van Loo |
| 5      | Nürburgring       | No. 75 Prospeed Competition                         | No. 19 Black Falcon                                                  | No. 58 Exagon Engineering                                  |
| 5      | Nürburgring       | Marc Goossens Marc Hennerici Xavier Maassen         | Sean Edwards Steve Jans Oliver Morley                                | Daniel Desbruères Christian Kelders                        |
| 6      | Navarra           | No. 7 Hexis Racing                                  | No. 12 ART Grand Prix                                                | No. 98 JB Motorsport                                       |
| 6      | Navarra           | Frédéric Makowiecki Stef Dusseldorp Álvaro Parente  | Duncan Tappy Grégoire Demoustier                                     | Jan Brunstedt Mikael Bender Daniel Roos                    |

## Classement saison 2012

### Championnat pilote

#### Pro Cup
| Pos               | Pilote                                               | MNZ     | SIL     | LEC     | SPA     | NÜR     | NAV     | Pts     |
| Pro Cup           | Pro Cup                                              | Pro Cup | Pro Cup | Pro Cup | Pro Cup | Pro Cup | Pro Cup | Pro Cup |
| ----------------- | ---------------------------------------------------- | ------- | ------- | ------- | ------- | ------- | ------- | ------- |
| 1                 | Stéphane Ortelli Christopher Mies Christopher Haase  | 7       | 3       | 1       | 2       | 4       | 2       | 114     |
| 2                 | Markus Palttala Maxime Martin Bas Leinders           | 1       | 1       | 2       | 4       | Abd.    | 4       | 111     |
| 3                 | Marc Goossens Xavier Maassen Marc Hennerici          | 5       | 14      | 5       | 20      | 1       | 5       | 72      |
| 4                 | Andrea Piccini                                       |         | 2       |         | 1       |         |         | 62      |
| 5                 | Edward Sandström Laurens Vanthoor                    | 2       | 2       | Abd.    | 31      | 7       | Abd.    | 59      |
| Pro-Am Cup        |                                                      |         |         |         |         |         |         |         |
| 1                 | Niek Hommerson Louis Machiels                        | 17      | 18      | 4       | 5       | Abd.    | 16      | 76      |
| 2                 | Andrea Bertolini                                     | 17      |         | 4       | 5       | Abd.    |         | 67      |
| 3                 | Eugenio Amos Alessandro Bonacini Giacomo Petrobelli  | 6       | 6       | 7       | 37      | Abd.    | Abd.    | 65      |
| 4                 | Patrice Goueslard Ludovic Badey Jean-Luc Beaubélique | 8       | 8       | Abd.    | 10      | 12      | 15      | 64      |
| 5                 | Duncan Tappy Grégoire Demoustier                     | 16      | 13      | 13      | Abd.    | 11      | 9       | 58      |
| Gentlemen Trophée |                                                      |         |         |         |         |         |         |         |
| 1                 | Pierre Hirschi Robert Hissom                         | 41      | 39      | 33      | 23      | Abd.    | 30      | 93      |
| 2                 | Jan Brunstedt Mikael Bender                          | Abd.    | 38      | 30      | 33      | Abd.    | 38      | 82      |
| 3                 | Jocke Mangs                                          | Abd.    | 38      | 30      | 33      |         |         | 57      |
| 4                 | Christian Kelders Daniel Desbruères                  |         |         | 26      | 36      | 34      | Abd.    | 54      |
| 5                 | Gilles Vannelet Gaël Lesoudier                       | 38      | Abd.    | Abd.    | 22      |         |         | 51      |

| Couleur | Résultat                     |
| ------- | ---------------------------- |
| Or      | Vainqueur                    |
| Argent  | 2e place                     |
| Bronze  | 3e place                     |
| Vert    | Terminé, dans les points     |
| Bleu    | Terminé, pas dans les points |
| Violet  | Abandon (Ab.) ou (Ret)       |
| Violet  | Non classé (NC)              |
| Rouge   | Pas qualifié (DNQ)           |
| Noir    | Disqualifié (DSQ)            |
| Blanc   | Pas au départ (DNS)          |
| Blanc   | Forfait (WD)                 |
| Blanc   | N'a pas participé (DNP)      |
| Blanc   | Blessé (INJ)                 |
| Blanc   | Exclu (EX)                   |
| Blanc   | Course annulée (C)           |

### Championnat des équipes
| Pos               | Équipe                      | MNZ     | SIL     | LEC     | SPA     | NÜR     | NAV     | Pts     |
| Pro Cup           | Pro Cup                     | Pro Cup | Pro Cup | Pro Cup | Pro Cup | Pro Cup | Pro Cup | Pro Cup |
| ----------------- | --------------------------- | ------- | ------- | ------- | ------- | ------- | ------- | ------- |
| 1                 | Belgian Audi Club WRT       | 2       | 2       | 1       | 2       | 4       | 2       | 127     |
| 2                 | Marc VDS Racing Team        | 1       | 1       | 2       | 4       | 8       | 4       | 122     |
| 3                 | Prospeed Competition        | 5       | 14      | 5       | 20      | 1       | 5       | 80      |
| 4                 | Vita4One Racing Team        | 12      | 9       | Abd.    | 3       | 3       | 7       | 68      |
| 5                 | Kessel Racing               | 4       | 11      | 3       | 34      | Abd.    | 6       | 50      |
| Pro-Am Cup        |                             |         |         |         |         |         |         |         |
| 1                 | AF Corse                    | 17      | 10      | 4       | 5       | 25      | 14      | 94      |
| 2                 | SOFREV Auto Sport Promotion | 8       | 8       | 8       | 8       | 12      | 15      | 90      |
| 3                 | Vita4One Team Italy         | 6       | 6       | 7       | 37      | Abd.    | Abd.    | 67      |
| 4                 | ART Grand Prix              | 16      | 13      | 13      | Abd.    | 11      | 9       | 60      |
| 5                 | Black Falcon                | 43      | 15      | 10      | 19      | 6       | 13      | 59      |
| Gentlemen Trophée |                             |         |         |         |         |         |         |         |
| 1                 | Saintéloc Racing            | 41      | 39      | 33      | 23      | Abd.    | 30      | 93      |
| 2                 | JB Motorsport               | Abd.    | 38      | 30      | 33      | Abd.    | 27      | 82      |
| 3                 | Exagon Engineering          |         |         | 26      | 36      | 34      | Abd.    | 54      |
| 4                 | Kessel Racing               | 37      | 44      | Abd.    | 56      |         |         | 49      |
| 4                 | First Motorsport            |         |         |         | 17      |         |         | 49      |